# Play Dead
Play Dead — песня исландской певицы Бьорк. Единственный сингл с саундтрека к криминальной драме «Молодые американцы». Песня не была включена в первое издание альбома Debut в июле, но появилась в качестве бонус-трека во втором издании альбома в ноябре 1993-го.
Трек стал первым успехом Бьорк в чартах (попал в «Топ-20» всех стран, в которых был выпущен). В видеоклипе на песню присутствовали кадры из фильма. Песня также была включена в сборник «Greatest Hits», выпущенный в 2002 году.

## Позиции в чартах
| Чарт (1993–1994)                | Позиция |
| ------------------------------- | ------- |
| Australia (ARIA)                | 65      |
| Бельгия/Фландрия (Ultratop 50)  | 33      |
| Германия (GfK)                  | 41      |
| Ireland (IRMA)                  | 18      |
| Нидерланды (Dutch Top 40)       | 10      |
| Нидерланды (Single Top 100)     | 11      |
| Norway (VG-lista)               | 10      |
| Sweden (Sverigetopplistan)      | 7       |
| Poland (LP3)                    | 5       |
| Великобритания (OCC UK Singles) | 12      |